# 大窪聡史
大窪 聡史（おおくぼ さとし、1977年3月16日 - ）は、日本の実業家、レーシングドライバー。大窪炉材株式会社代表取締役社長。茨城県日立市出身。和光大学経済学部卒業。